# 德江炸龙灯
炸龙灯，是贵州省铜仁地区德江县土家族过年的传统活动。
据当地老人介绍，“炸龙灯”本为德江土家族过年的求雨祭祀活动，后来逐渐转变为过年的娱乐活动。每年的农历正月初一过后，人们就开始准备“龙头”、龙身”。“龙头”是以竹条编制为骨架缠绕在一根木棍上，然后以宣纸用米熬制的浆糊敷在骨架上，再用颜料彩绘做好的“龙头”；“龙身”同样是以竹条编制成圆柱体缠绕在一根木棍上，再用宣纸敷上。一般“龙身”有十个以上，在附上一个工艺的“龙尾”。
制作完毕以后在正月初十左右就可以“出灯”，“出灯”时用特制的长布把“龙头”和“龙身”还有“龙尾”连接起来，在这几天晚上“龙灯”会带着祝福来到每家每户，主人一般会给神龙祭品。
到了土家族的“过大年”正月十五当天，从中午到夜晚就正式开始“炸龙灯”。龙队成员一般是16－25岁的青年，在“出灯”前他们一般会喝一点白酒，然会戴上安全帽（在十年前是不会戴的，近两年来出于安全考虑大家都戴上了安全帽），用湿毛巾把脖子和露出来的头发遮上，戴上手套，脱掉上衣露出上身，然后就可以“出灯”了。
龙队经过的地方人们会用准备好的竹竿掉上爆竹对着龙开始轰炸，一般重点是龙头（注意这些爆竹一般是火药土制的）。进入晚上后人们不仅用爆竹轰炸龙，还有用特制的烟火对着龙队成员点火，总之场面非常壮观。到了第二天一早龙队就会把龙放到玉溪河边，点上火把龙烧掉，预祝这舊的一年已经过去，新的一年亦到来。